# Anticlinura movilla
Anticlinura movilla é uma espécie de gastrópode do gênero Anticlinura, pertencente a família Mangeliidae.